# Reggimenti della Provincia Bavarese
Il Circolo Bavarese era composto principalmente dall'Elettorato di Baviera e dal Principato di Salisburgo. Altri soci minori erano i monasteri di Passavia, Ratisbona e Friburgo in Brisgovia. Il distretto era diviso tra cattolici e luterani. Esso era inoltre definito politicamente il "ricco ostile" per l'alleanza storica della Baviera con la Francia che portò a grandi tensioni con gli Asburgo durante il XVIII secolo e nel corso delle guerre napoleoniche.